# Arnas Labuckas
Arnas Labuckas (Kaunas, 28 gennaio 1987) è un ex cestista lituano.

## Palmarès
- Campionato lettone: 1

VEF Rīga: 2016-17
- Coppa di Lituania: 1

Prienai: 2013
- Challenge Cup: 1

Sakalai Vilnius: 2008-09
- Lega Baltica: 1

Šiauliai: 2013-14